# دون فونتانا
دون فونتانا (بالإنجليزية: Don Fontana)‏ مواليد 01 يناير 1931 في تورونتو - الوفاة 15 يوليو 2015 في تورونتو، أونتاريو، كندا، كان لاعب كرة مضرب كندي وكان يلعب باليد اليمنى. شارك في دورة الألعاب الأمريكية مرتين في 1959 و1963.

## روابط خارجية
- دون فونتانا على موقع رابطة محترفي التنس (الإنجليزية)
- دون فونتانا على موقع الاتحاد الدولي لكرة المضرب (الإنجليزية)
- دون فونتانا على موقع كأس ديفيز (الإنجليزية)
- دون فونتانا على موقع خلاصة التنس.كوم (الإنجليزية)